# Deinocheirus
Deinocheirus (grč. "Užasna ruka") je rod ogromnih teropodnih dinosaura. Poznata je jedna vrsta.

## Opis
Sve što je otkriveno kod ovog slabo poznatog dinosaura su dvije ruke dužine 2,4 metra, od čega i potječe njegov znanstveni naziv. Pronađeni su i ostaci nekoliko rebara i kralješaka. Ruke ovog dvonožnog lovca su slične onima kod Ornithomimusa i spadaju u najduže poznate ruke kod dinosaura. Imao je pandže dužine 25 centimetara, ali neki znanstvenici smatraju kako su bile previše tupe za lov i da bi bile bolje kao obrambeno oružje. Također procjenjuju da je bio dug čak 12-15 metara, ali je opet moguće da je to bio manji dinosaur s dugim rukama. Ako bi ovo prvo bilo točno, tada bi on bio daleko najveći ornitomimosaur i jedan od najvećih teropoda. Bio bi ujedno i najviši, jer bi u kukovima bio visok 3,3-3,6 m.
Procjenjuje se da je bio težak oko 9000 kg. Tijelo i rep su vjerojatno bili slični drugim ornitomimosaurima, a sve današnje ilustracije Deinocheirusa temelje se na izgledu njegovih mogućih najbližih srodnika, poput Gallimimusa. Makovicky et al. ističe da bi Deinocheirus, ako je uopće bio ornitomimosaur, bio veoma primitivna vrsta jer mu nedostaju neke osobine koje su obično vidljive kod ornitomimosaura.
Živio je na području Mongolije u pustinjama u razdoblju krede, prije oko 70 milijuna godina. Ishrana nije poznata, ali neki su znanstvenici pretpostavili da je bio maleno stvorenje dugih ruku i da se penjao po drveću kao i današnji ljenjivci i da se možda hranio lišćem, voćem i manjim životinjma koje bi našao na drveću. Mnogi znanstvenici nisu prihvatili ovu hipotezu, te ne postoje jaki dokazi za nju.

## Drugi projekti
|  | Zajednički poslužitelj ima još gradiva o temi Deinocheirus |
|  | Wikivrste imaju podatke o taksonu Deinocheirusu            |